# Женщины в Колумбии
В соответствии с Конституцией Колумбии 1991 года  женщины  в Колумбии имеют право на:
- физическую неприкосновенность и автономию;
- голосовать
- занимать государственные должности
- работать
- на справедливую заработную плату или равную оплату труда
- владеть собственностью
- получить образование
- служить в армии при выполнении определённых обязанностей, но исключены из воинских частей
- заключать юридические контракты
- иметь супружеские, родительские и религиозные права.

Права женщин в Колумбии постепенно развиваются с начала XX века.

## История

### Предпосылки
Женщины в Колумбии не играли никакой роли в военных делах, выступая в основном в качестве сторонников или шпионов, как в случае с Поликарпой Салаварриета, сыгравшей ключевую роль в обеспечении независимости Колумбии от Испанской империи. Некоторые группы коренных народов, такие как вайю, придерживаются матриархального общества, в котором роль женщины является центральной и самой важной для их общества. В колониальную эпоху испанские колонизаторы подвергали нападкам женщин, принадлежащих к коренным народам. Многие женщины из числа коренного населения стали жертвами рабства, изнасилования и утраты своей культурной самобытности.
На протяжении всей колониальной эпохи, 19 века и установления республиканской эпохи колумбийские женщины были низведены до домохозяйки в обществе, где доминировали мужчины. Образование для женщин было ограничено богатыми, и им разрешалось учиться только до средней школы в монастыре в рамках римско-католического образования. 10 декабря 1934 года Конгресс Колумбии представил закон, дающий женщинам право учиться. Закон вызвал споры, как и любой другой вопрос, связанный с правами женщин в то время.

### Права на образование
До 1933 года женщинам в Колумбии разрешалось учиться только до средней школы. Либеральный конгрессмен Хорхе Элиесер Гайтан защищал декрет № 1972 от 1933 года, разрешающий женщинам получать высшее образование, в то время как консервативный Херман Арчиниегас выступал против него. Указ прошёл и был подписан либеральным правительством Альфонсо Лопеса Пумарехо. Государственный Национальный университет Колумбии стал первым высшим учебным заведением, в котором учились девушки. Герда Вестендорп поступила 1 февраля 1935 года для изучения медицины. Габриэла Пелаэс, поступившая в 1936 году в качестве студентки и получившая диплом юриста, стала первой женщиной, окончившей университет в Колумбии. В 1936 году Мария Карулла основала первую школу социальных работ при поддержке Университета Богоматери Розария. После этого многие стали считать женщин равными с мужчинами в плане их академических достижений, творческих способностей и дисциплины. В то же время граждане стали поддерживать идею гражданства женщин по примеру других стран. Постоянное политическое насилие, социальные вопросы и экономические проблемы были среди основных тем исследования женщин, в основном в области насилия в семье и супружеских отношений, а также жестокого обращения с детьми.

### Права юридических контрактов
Группа женщин во главе с Джорджиной Флетчер встретилась с тогдашним президентом Колумбии Энрике Олайя Эррера, чтобы попросить его поддержать преобразование колумбийского законодательства в отношении прав женщин на управление собственностью. Закон назывался ley sobre Régimen de Capitulaciones Matrimoniales («Закон о режиме брачной капитуляции»), который позже был предложен Конгрессом в декабре 1930 года Офелией Урибе в качестве конституционной реформы. Основная цель закона заключалась в том, чтобы позволить женщинам управлять своим имуществом, а не своим мужьям, родственникам-мужчинам или наставникам, как это было раньше. Этот шаг вызвал скандал в Конгрессе. Это не прошло, а позже вызвало преследования и заговоры против группы женщин. В качестве лидера группы Джорджина Флетчер подвергалась преследованиям и изоляции. Régimen de Capitulaciones Matrimoniales снова был представлен на конгрессе в 1932 году и утвержден Законом № 28 от 1932 года.

### Избирательное право
Право женщин на избирательное право было предоставлено колумбийским диктатором Густаво Рохасом Пинилья в 1954 году, но возникло в 1930-х годах, когда женщины боролись за получение полноправного гражданства. В 1957 году женщины впервые проголосовали в Колумбии на плебисците.

### Семейная жизнь
В этой стране очень распространено сожительство, в связи с чем большинство детей рождаются вне брака. В 2000-е годы 55,8 % детей родилось от сожительствующих матерей, 22,9 % — от замужних матерей и 21,3 % — от матерей-одиночек (не живущих с партнёром). Семейная жизнь кардинально изменилась за последние десятилетия: в 1970-е годы 68,8 % детей было рождено в браке, а развод был легализован только в 1991 году.

## Темы

### Домашнее насилие
В 1990-х годах Колумбия приняла закон № 294 от 1996 года для борьбы с домашним насилием. В 2008 году, Ley 1257 de 2008, был принят всеобъемлющий закон против насилия над женщинами. В 1996 году изнасилование в браке было признано уголовным преступлением. Статья 42 Конституции Колумбии гласит, что «Семейные отношения основаны на равенстве прав и обязанностей пары и на взаимном уважении всех её членов. Любая форма насилия в семье считается разрушительной для её гармонии и единства и подлежит наказанию в соответствии с законом».

### Аборт
Аборты в Колумбии строго ограничены, хотя в 2006 и 2009 годах законы были ослаблены. Подавляющее большинство абортов проводится нелегально, многие в небезопасных условиях.

### Вооруженный конфликт
Вооруженный конфликт в стране оказал очень негативное влияние на женщин, особенно из-за того, что они подверглись гендерному насилию. Сообщается, что каждая пятая женщина, перемещенная из-за конфликта, была изнасилована.

## Дальнейшее чтение
- BANCO DE LA REPÚBLICA — BIBLIOTECA LUIS ANGEL ARANGO — BIBLIOTECA VIRTUAL. Débora Arango, Reseña de Exposición Restrospectiva. Santafé de Bogotá, Abril-Septiembre, 1996. (Bank of the Republic — Luis Angel Arango Library — virtual library. Debora Arango, Restrospective exposition. Bogota April-September 1996)
- DE KARPF, Ana. «Balance de 40 años del voto femenino». En: Unión de Ciudadanas de Colombia. Memorias, 5º Congreso Nacional. Cali, octubre, 1997.
- JIMENO, Gladys. Las semillas dan sus frutos. En Memoria de María Consuelo Niño, Bogotá, 3 de julio de 1986. Fotocopia.
- LUNA, Lola. Los movimientos de mujeres en América Latina y la renovación de la Historia Política. Universidad del Valle — Centro de Estudios de Género Mujer y Sociedad. Editorial La Manzana de la Discordia, Santiago de Cali.
- MEDINA, Medófilo. «Mercedes Abadía — el movimiento de las mujeres colombianas por el derecho al voto en los años cuarenta». En: En Otras Palabras No.7. Mujeres que escribieron el siglo XX. Construcciones del feminismo en Colombia. Santafé de Bogotá D.C. Colombia, Enero-Junio de 2000.
- MUSEO DE ARTE MODERNO DE MEDELLÍN. Débora Arango, 1937—1984. Exposición Retrospectiva. Catálogo Medellín. 1984.
- PELÁEZ MEJÍA, Margarita María y Luz Stella Rodas Rojas. La Política de Género en el Estado Colombiano: un camino de conquistas sociales. Editorial Universidad de Antioquia. Medellín, 2002.
- Periódico Una voz insurgente, 1944.
- SCOTT, Joan. «El problema de la Invisibilidad». En: RAMOS ESCANDÓN, Carmen (Comp.). Género e historia, Instituto MORA-UAM, México, 1992.
- TORRES GIRALDO, Ignacio. María Cano: Mujer Rebelde. Editorial La Rosca, Bogotá, 1972.
- URIBE DE ACOSTA, Ofelia. Una Voz Insurgente, Ediciones Guadalupe, Bogotá, 1963.
- VELASQUEZ TORO, Magdala, Catalina Reyes y Pablo Rodríguez. "Proceso histórico y derechos de las mujeres, año 50 y 60. Las mujeres en la Historia de Colombia. Tomo I, Editorial Norma, 1995.
- VELÁSQUEZ, Magdala y otros. 40 años del voto de la mujer en Colombia. Feriva, Cali, 1997.